# Jake Johannsen
Jake Johannsen est un acteur et scénariste américain né le 28 juillet 1960 à Iowa City, Iowa (États-Unis).

## Filmographie

### comme acteur
- 1993 : Alarme fatale (Loaded Weapon 1) : Drug Dealer
- 1994 : Mrs Parker et le cercle vicieux (Mrs. Parker and the Vicious Circle) : John Peter Toohey
- 1994 : Two Drink Minimum (série TV) : Host (unknown episodes, 1994-1996)
- 1995 : Code Lisa (Saison 3 épisode 12) : Kahuna
- 1996 : Back to Back (TV) : Officer Jones
- 1999 : The Duplex (TV)
- 1999 : Suckers (film) (en) : Lance
- 1999 : Breakfast of Champions : Bill Bailey
- 2001 : Late Friday (série TV) : Host (unknown episodes)

### comme scénariste
- 1986 : The Young Comedians All-Star Reunion (TV)
- 1991 : Jake Johannsen: This'll Take About an Hour (TV)